# Ecco the Dolphin
Ecco the Dolphin är ett TV-spel till Sega Megadrive av Novotrade. Spelet släpptes 1992. Spelet har en uppföljare som heter Ecco: The Tides of Time. Spelet släpptes även till Sega Mega CD, Sega Master System och Sega Game Gear, och fick 2013 en utökad version till Nintendo 3DS under titeln 3D Ecco the Dolphin.

## Handling
Spelet börjar när delfinen Ecco tar ett stort hopp upp ur vattnet. Då plötsligt sugs alla andra delfiner upp av en okänd kraft.
Ecco klarar sig och är ensam kvar. Ecco tar sig sedan till nordpolen tar han möter valen Big Blue. Han informerar Ecco om att han ska söka hjälp hos Asterite, den äldsta varelsen på jorden. Efter att ha funnit Asteriten beger sig Ecco till Atlantis där han hittar en tidsmaskin. Med den åker han miljoner år bak i tiden. Där möter han Asterite igen, fast denna gång inte lika vänlig. Efter en kamp mot honom återvänder Ecco till nutiden, där Asterite berättar att för att hitta de andra delfinerna måste han resa tillbaka i tiden till då delfinerna sögs upp ur vattnet. Efter att återigen ha tagit sig till tidsmaskinen reser Ecco tillbaka i tiden, men denna gång sugs han upp. Det visar sig att delfinerna blivit uppsugna till en annan planet av utomjordingar kallade Vortex som använder havets djur som mat. Efter att Ecco tagit sig levande igenom Vortex maskin måste han slåss mot Vortex-drottningen. Efter en lyckad strid återvänder Ecco till jorden där han lever lyckligt igen.